# هرمان شفارتز
هرمان شفارتز (بالألمانية: Hermann Schwarz)‏ هو فيلسوف وأستاذ جامعي ألماني، ولد في 22 ديسمبر 1864 في دورن في ألمانيا، وتوفي في 1951 في دارمشتات في ألمانيا.